# Thorp (Wisconsin)
Thorp es una ciudad ubicada en el condado de Clark en el estado estadounidense de Wisconsin. En el Censo de 2010 tenía una población de 1.621 habitantes y una densidad poblacional de 442,94 personas por km².

## Geografía
Thorp se encuentra ubicada en las coordenadas 44°57′30″N 90°48′9″O / 44.95833, -90.80250. Según la Oficina del Censo de los Estados Unidos, Thorp tiene una superficie total de 3.66 km², de la cual 3.66 km² corresponden a tierra firme y (0%) 0 km² es agua.

## Demografía
Según el censo de 2010, había 1.621 personas residiendo en Thorp. La densidad de población era de 442,94 hab./km². De los 1.621 habitantes, Thorp estaba compuesto por el 98.89% blancos, el 0% eran afroamericanos, el 0.56% eran amerindios, el 0% eran asiáticos, el 0% eran isleños del Pacífico, el 0.06% eran de otras razas y el 0.49% pertenecían a dos o más razas. Del total de la población el 0.86% eran hispanos o latinos de cualquier raza.